# Achilleus-Maler

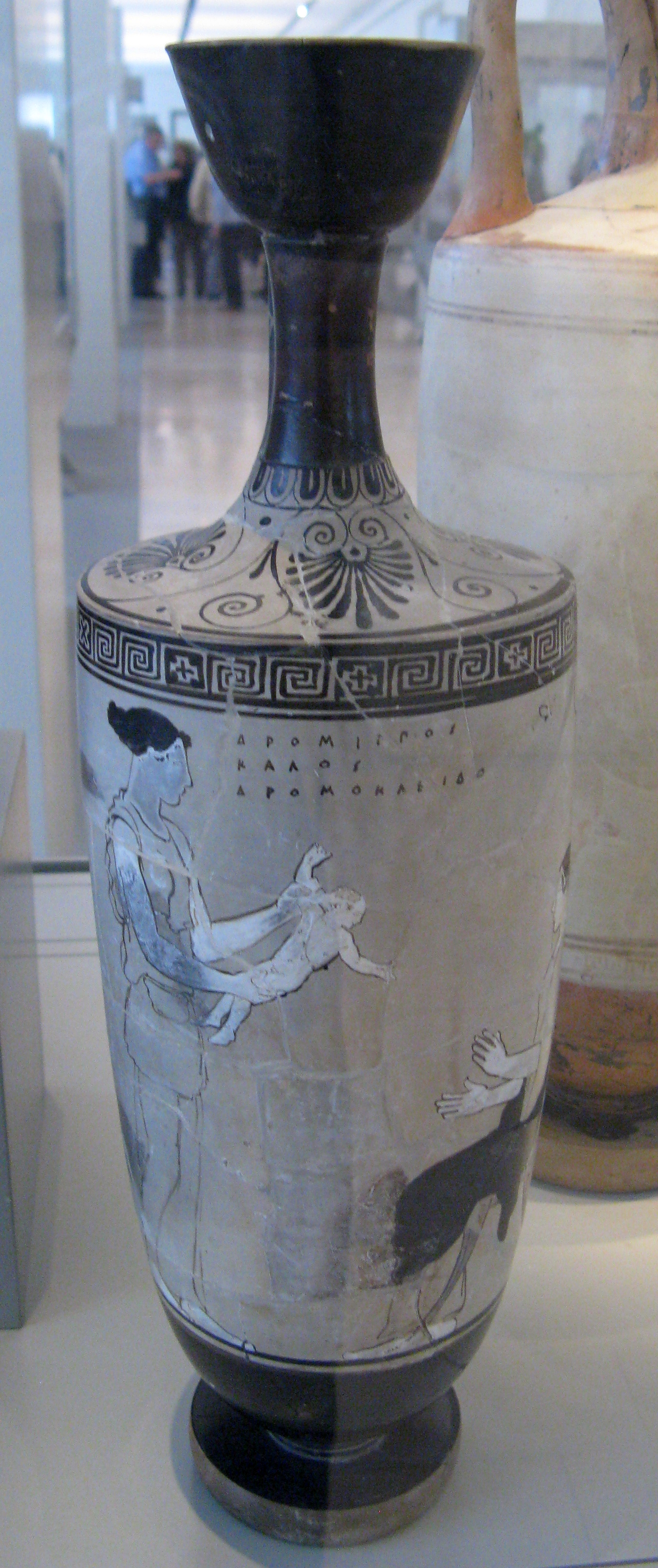
Dienerin bringt der verstorbenen Mutter das Kind, weißgrundiger Lekythos des Achilleus-Malers, um 450 v. Chr.

Der Achilleus-Maler ist ein Maler des attisch-rotfigurigen Stils. Er wirkte etwa in einem Zeitraum zwischen 460 und 430 v. Chr.
Der Achilleus-Maler gilt als Schüler und Nachfolger des Berliner Malers in dessen Werkstatt. Er hat wie sein Lehrmeister eine besondere Vorliebe für große schwarze Vasen, auf denen er nur einzelne Figuren oder Figurenpaare zeigt. So malt er Studien von Göttern und Niken, Verfolgungs- und Abschiedsszenen. Größere Gruppen oder gar erzählte Geschichten liegen ihm weniger. Meist bemalt er Bauchamphoren, die zu dieser Zeit schon nicht mehr zeitgemäß sind, oder Nolanische Amphoren. Auf einige schwarze Stamnoi malt er kleine, vignettenartige Miniaturen. Sein Stil passt sehr gut zu den immer beliebter werdenden bauchigen Lekythen, die im Allgemeinen nur mit Kopf- oder Brustbildern verziert werden. Wenn er größere Vasen mit mehreren Figuren bemalt, bleiben diese auf der Standlinie und werden nicht perspektivisch versetzt. Möglicherweise hat er auch panathenäische Preisamphoren bemalt.

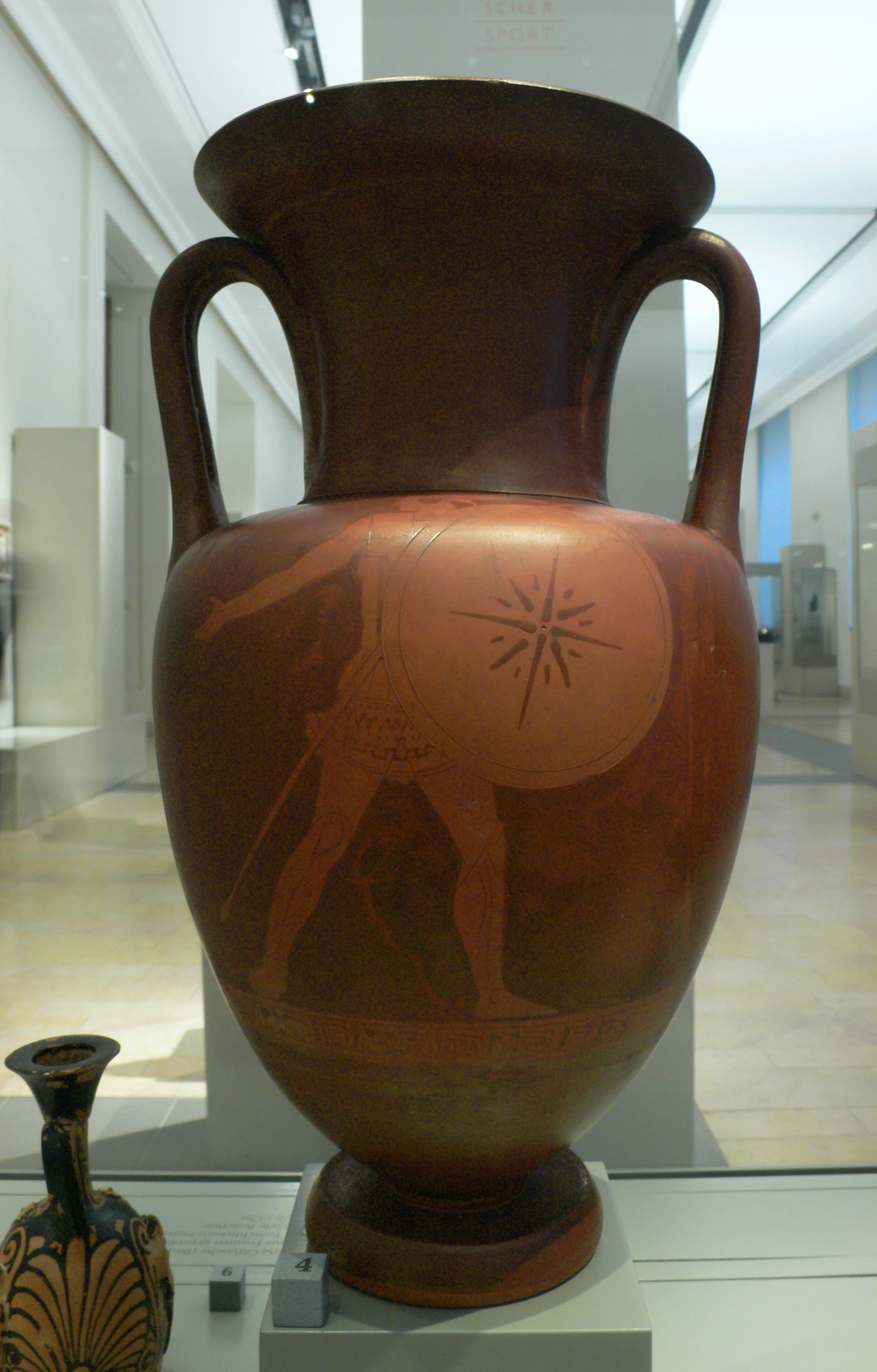
Roter Fehlbrand einer Nolanischen Amphora, um 450 v. Chr.

Viele seiner besten Arbeiten fertigt er auf weißgrundigen Lekythen an. Manchmal verwendet er die mit der weißgrundigen Malerei in Verbindung stehenden Grabthematiken auch bei rotfigurigen Bildern. Bei den weißgrundigen Arbeiten bringt er die Umrisszeichnungen mit Glanzfarbe auf und verwendet für die Haut der Frauen zusätzliches Weiß („zweites Weiß“). Trotz der sepulkralen Bestimmung der Vasen zeigen nur wenige Bezüge zu diesem Thema. Gezeigt werden meist häusliche Themen wie Herrin und Magd oder scheidende Krieger. Bis auf die Darstellung der Musen auf einer Vase erscheinen aber alle Darstellungen dem Begräbniskult angemessen und fast alle weißgrundigen Arbeiten des Achilleus-Malers wurden in Gräbern gefunden. Kalos-Namen seiner frühen Vasen sind Kleinias und Lichas, auf weißgrundigen Arbeiten Diphilos und Dromippos, auf späteren Arbeiten Euaion und Axiopeithes. Die Kalos-Namen auf den weißgrundigen Vasen lassen an deren Bestimmung als Grabvasen Zweifel aufkommen, da solche Beschriftungen wohl weniger zum Grabkult passten. Der Phiale-Maler gilt als Schüler des Achilleus-Malers, andere Maler wie der Zwerg-Maler und der Persephone-Maler werden in seiner Tradition gesehen. John Boardman bezeichnet den Achilleus-Maler als „bedeutendsten Künstler der Klassik“ (in Bezug auf die attisch-rotfigurige Vasenmalerei). Seinen Notnamen erhielt er aufgrund der Darstellung von Achilleus auf einer Amphora aus Vulci in den Vatikanischen Museen.